# Harold Lasswell

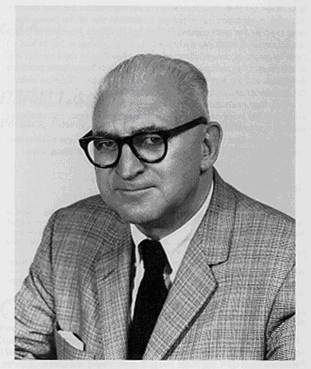
Harold Lasswell

Harold Dwight Lasswell (Donnellson (Illinois), 13 februari 1902 – New York, 18 december 1978) was een Amerikaanse socioloog en psycholoog.
Lasswell was een van de creatiefste en invloedrijkste wetenschappers van zijn tijd. Hij was onder andere een van de grondleggers van de communicatiewetenschap. Tijdens de Tweede Wereldoorlog onderzocht hij de mechanismen van propaganda en massacommunicatie. Die probeerde hij te schematiseren aan de hand van vijf vragen, die vandaag geformuleerd worden als de formule van Lasswell. Door gebruik te maken van een scala van psychologische en sociologische methoden in een discipline die tot dan toe alleen gebruikmaakte van historische, juridische en filosofische methoden werd Lasswell de grondlegger van de hedendaagse politieke wetenschap en met name de politieke psychologie. Ook op het gebied van de communicatiewetenschappen heeft hij met zijn communicatiemodel een grote invloed gehad. Op het gebied van beleidsstudies gaf Lasswell de richting aan met de omschrijving waaraan deze (toen) nieuwe discipline moest voldoen (multidisciplinair, probleemoplossend, expliciet normatief).

## Communicatiemodel van Lasswell
Het model van Lasswell is een lineair communicatiemodel. Communicatie wordt beschouwd als het eenvoudig verzenden van een boodschap van zender naar ontvanger.
Wie? zegt Wat? aan Wie? via welk kanaal/medium met welk effect?
Het communicatiemodel van Lasswell wordt nog vaak gebruikt, maar het is onvolledig en achterhaald. Enerzijds omdat communicatie in werkelijkheid complexer verloopt dan het model laat uitschijnen. Anderzijds vanwege technologische ontwikkelingen op het vlak van communicatie.

## Biografie
Lasswell werd geboren in Donnellson (Illinois)) als tweede zoon van een presbyteriaanse dominee en een lerares. Zijn jeugd bracht hij door in verschillende kleine dorpjes in Illinois en Indiana. Ondanks het continu van kansel naar kansel rondreizen in een landelijk gebied werd Lasswell in zijn jeugd intellectueel zeer sterk gestimuleerd. Zo kwam hij al vroeg in aanraking met de werken van Sigmund Freud, Karl Marx en Ellis Havelock, werken waardoor hij zijn hele leven beïnvloed zou worden.
Hij blonk uit op de middelbare school, was redacteur van de schoolkrant en ontving nadat hij de wedstrijd Moderne Geschiedenis en Engels gewonnen had op 16-jarige leeftijd een beurs voor de prestigieuze University of Chicago.

In 1922 ontving hij zijn Bachelor of Filosofie titel van de University of Chicago, hierna studeerde hij aan de London School of Economics. Gedurende deze jaren studeerde hij ook aan de universiteiten van Parijs, Genève en Berlijn.
Hij werd in 1926 assistent professor in de politicologie aan de University of Chicago waar hij tot 1938 les gaf, en promoveerde in 1927 aan de University of Chicago op zijn proefschrift Propaganda Technique in the World War. In datzelfde jaar kreeg hij een eenjarige postdoctorale aanstelling van de Social Science Research Council. Het grootste deel van dat jaar gebruikte hij om bij Theodor Reik (een student van Sigmund Freud) via psychoanalyse kennis op te doen over de rol van ‘onbewuste motieven’. In 1928 en 1929 bestudeerde Lasswell een reeks van psychiatrische dossiers van patiënten die politiek actief waren geweest. Dit alles verwerkte hij in zijn boek Psychopathology and Politics.
In 1938 ging hij naar de Yale University waar hij les gaf aan de Law School. Gedurende 1938-1939 gaf hij ook nog een korte tijd les aan de Washington School of Psychiatry.

In 1939 werd hij door president Franklin Delano Roosevelt betrokken bij het ontwikkelen van de Amerikaanse propaganda. Hij diende als directeur van War Communications Research van de US Library of Congress van 1939 tot 1946. Hier ontwikkelde hij al snel zijn Communicatiemodel. Door geheimhouding gebonden kon hij dit echter pas in 1948 publiceren.
Van 1946 tot 1970 was hij professor in de rechten aan Yale University en van 1952 tot 1970 tevens professor in de politicolgie aan Yale University. Ook gaf hij drie jaar les aan de John Jay College van the City University of New York en aan de Temple University in Philadelphia.
Van 1970 tot 1976 was hij een Ford Foundation professor in de rechten en sociale wetenschappen en emeritus hoogleraar van Bramford College.
Hij was in zijn leven actief lid van, of consultant voor:
- the Committee for Economic Development
- the Commission on the Freedom of the Press
- the Rand Corporation
- the American Association for the Advancement of Science

en veel andere publieke- en overheidsorganisaties.
Tevens gaf hij over de hele wereld gastcolleges.
Voor dit alles en veel meer verkreeg hij vele prijzen, onderscheidingen en eerbewijzen. Zo was hij president van de American Political Science Association in 1956 en president van de American Society of International Law van 1966 tot 1968. Hij was lid van de the American Academy of Arts and Sciences en werd in 1974 toegevoegd aan de National Academy of Sciences, de meest prestigieuze “think tank”in de V.S..
Hij ontving eredoctoraten van onder andere:
- the University of Chicago
- The Columbia University
- the University of Illinois
- the Jewish Theological Seminary

Lasswell werd op 24 december 1977 getroffen door een zware beroerte, waarvan hij nooit meer herstelde. Hij stierf een jaar later op 76-jarige leeftijd in zijn appartement in New York ten gevolge van een longontsteking.
Als eerbetoon wordt jaarlijks door de American Political Science Association (APSA) de Harold D. Lasswell Award uitgereikt voor het beste proefschrift op het gebied van de beleidsstudies.